# Ana Acosta
Ana Acosta (Buenos Aires, 4 de julio de 1961) es una actriz y humorista argentina.
Sus ancestros vinieron de las islas Canarias (España). Estudió en el Conservatorio Nacional de Teatro. Se presentó en audiciones hasta que ingresó en el elenco de una comedia musical. Luego debutó en Los Borgia, comedia musical de Pepe Cibrián Campoy. Inició su carrera en la televisión en 1989, cuando Jorge Guinzburg le ofreció participar en Peor es nada.

## Teatro
Obras de teatro en las que participó: 20 
- 2021/22. "Casa Matriz"
- 2019. "El show de los cuernos".
- 2018: "Chorros".
- 2018: "Entretelones".
- 2017. "Desprincesada".
- 2017. "Menopausia.
- 2016. "Espíritu infiel".
- 2015. "Noche De Paz".
- 2014. "Lifting".
- 2013. "El conventillo de la Paloma".
- 2013. "Lo mejor de la copla".
- 2013. "Primeras damas del musical".
- 2012. "La noche de la basura".
- 2012. "Delicadamente inmoral".
- 2011. "El conventillo de la Paloma".
- 2010/11. "Mi brillante divorcio".
- 2009. "Las déspotas".
- 2009. "Pijamas".
- 2009. "¡Socorro! Malcriados".
- 2008. "Bailarín compadrito".
- 2007. "Mi brillante divorcio". Unipersonal.
- 2005. "Soltero... ¡y con dos viudas".
- 2005. "Hombres".
- 2004/05. "El show de las divorciadas".
- 2003/04. "Cómo se rellena un bikini salvaje". Unipersonal.
- 2003. "Pareja abierta".
- 2002. "Alicia Maravilla".
- 2001. "El último de los amantes ardientes".
- 1999. "Desangradas en glamour".
- 1998/99. "Boeing, Boeing".
- 1998. "Queridas mias".
- 1997. "Preferiría no hacerlo".
- 1995/97. "Cómo se rellena un bikini salvaje".
- 1994. "Reinfieles".
- 1993. "Casa matriz".
- 1993. "Las mujeres de Juan".
- 1992/93 "Necesito un tenor".
- 1992. "Mi adorable polillita".
- 1991. "Las dulces niñas".
- 1989. "Las invasiones inglesas".
- 1989. "Hoy bailongo hoy".
- 1987. "Aquí no podemos hacerlo".
- 1987. "El fantasma del cañaveral".
- 1986. "Los Borgia".
- 1985. "La casa de Bernarda Alba".
- 1983. "Inkari".

## Dirección
- 2021/22 "Estocolmo mon amour".
- 2019. "Falopa". Microteatro.
- 2018. "El conventillo de la Paloma".
- 2015. "Los imperfectos"
- 2014. "6 Personajes en busca de...Pirandello".

## Cine
- 1998. "La herencia del tío Pepe". Personaje: Lili.
- 1993. "El caso María Soledad". Personaje: La rubia.
- 2019. "A oscuras".

## Internet
- 2020. "Menopausia". Streaming.
- 2020. "El proyecto".
- 2010. Yo soy virgen. Miniserie web. Comedia grabada en alta definición en formato para Internet. Autor, director y productor: Juan Paya.[8]

## Televisión
- 2007. "Bailando por un sueño".Reality
- 2006. "Sos mi vida". Personaje: Beatriz Simpson de Uribe.
- 2006. "Oye mi canto". Reality
- 2003. "Son amores". Personaje: Magnolia.
- 2003. "Ricos y sabrosos". Conducción.
- 1998. "Rompeportones".
- 1998. "Movete" Conducción.
- 1997. "Archivo negro".
- 1996. "Como pan caliente".
- 1997. "Rompenueces".
- 1995. "Los machos" Personaje: Laurita.
- 1994. "9 Lunas"
- 1994. "La piñata".
- 1989/1993. "Peor es nada".

## Premios
- 2013. Premio Estrella de mar a la mejor actuación femenina de reparto, por la obra "El conventillo de la Paloma"
- 1996. Premio Estrella de Mar a la mejor actuación protagónica femenina, por la obra Cómo rellenar una bikini salvaje, también premiada como mejor unipersonal.
- 1995. Premio ACE por la obra Cómo rellenar una bikini salvaje.
- 1992. Premio Martin Fierro Mejor Actriz Cómica, por "Peor es nada"
- 1991. Premio Martín Fierro al artista revelación por su trabajo en Peor es nada.[9]